# Văča
La Văča (in bulgaro Въча?) è un fiume della Bulgaria meridionale, uno degli affluenti di destra più importanti dell'Evros o Marica. Lungo 105 km, è formato dalla confluenza del Širokolăška reka e del Bjunovska reka.

## Geografia
La Văča passa attraverso la diga di Kričim e la diga di Văča, che assicura acqua potabile a Plovdiv e alle sue pianure. Poi la Văča scorre nei monti Rodopi, formando la profonda valle dove sono ubicate le due dighe succitate (l'origine di questa valle è simile a quella formata dal Čepelarska reka, chiamato anche Asenica); la città più importante della valle è Devin. Dopo l'Arda, la Văča è il secondo fiume più lungo che nasce dai Rodopi; non passando vicino ad alcuna industria, la sua acqua è pulita.